# Kalil Wilson
Pour les articles homonymes, voir Wilson.
 (juin 2019).
Si vous disposez d'ouvrages ou d'articles de référence ou si vous connaissez des sites web de qualité traitant du thème abordé ici, merci de compléter l'article en donnant les références utiles à sa vérifiabilité et en les liant à la section « Notes et références ».
Kalil Wilson (né Kalil Amar Wilson en 1981) est un chanteur, pianiste, auteur-compositeur et ethnomusicologue afro-américain.

## Biographie
Kalil Wilson a commencé à chanter avec le Oakland Youth Chorus. Il a étudié dans le cursus jeunes musiciens de l'Université de Californie à Berkeley et a obtenu son diplôme avec mention auprès du département de musique et d'ethnomusicologie de l'UCLA, où il a été nommé « étudiant distingué en ethnomusicologie » de sa promotion. Le guitariste de jazz Kenny Burrell, qui est aussi professeur de musique à UCLA, a écrit que Kalil Wilson possède « un jeune talent très spécial avec un son unique qui traverse les genres ». 
Son beau-père, Babá Ken Okulolo est le leader populaire du groupe de musique ouest-africaine, Kotoja and the Nigerian Bros. Kalil Wilson a participé très jeune aux groupes de son beau-père en dansant sur scène et en jouant de la batterie.
Kalil est membre du corps professoral du California Jazz Conservatory (en) de Berkeley. Il est aussi professeur invité à la Jazz & Musical School de Saint-Pétersbourg, en Russie.

## Discographie

### Albums
- 2008 : Classical Choices (Independent)
- 2009 : Kalil Wilson and the Berkeley Everett Trio Easy to Love (Independent)
- 2018 : Kalil Wilson Time Stops (Six Degrees Records)

### Contributions
- 2017 : Mads Tolling & The Mads Men Playing the 60s (Jobete Music Co Inc.) My Girl
- 2009 : The Elliot Deutsch Big Band Weeknight Music (Independent) A Beautiful Friendship
- 2010 : Dan Marschak Likewise (Independent) I Love You, Gee Baby Ain't I Good to You
- 2010 : Bande-son, du film Piano Fingers

### Production
- 2009 : Kalil Wilson and the Berkeley Everett Trio Easy to Love (Independent)
- 2012 : Babá Ken Okulolo African Drum Songs (Inner Spirit Recordings)